# Họ Cá bẹ
Họ Cá bẹ (danh pháp khoa học: Pristigasteridae) là một họ cá chủ yếu là cá biển, có quan hệ họ hàng gần với cá trích. Họ này hiện đã biết có 38 loài trong 9 chi.

## Các chi[2]
- Phân họ Pelloninae
  - Chirocentrodon: 1 loài (Chirocentrodon bleekerianus) ở Tây Đại Tây Dương.
  - Ilisha: 15 loài cá bẹ/cá đé, chủ yếu (14 loài) trong khu vực Ấn Độ Dương - Thái Bình Dương và 1 loài tại lưu vực sông Amazon (Ilisha amazonica).
  - Neoopisthopterus: 2 loài, với 1 tại Tây Trung Đại Tây Dương và 1 loài tại Đông Trung Thái Bình Dương.
  - Pellona: 6 loài, với 4 loài ở Nam Mỹ và Tây Đại Tây Dương và 2 loài ở Ấn Độ Dương - Tây Thái Bình Dương.
  - Pliosteostoma: 1 loài (Pliosteostoma lutipinnis) ở Đông Trung Thái Bình Dương.
- Phân họ Pristigasterinae
  - Odontognathus: 3 loài, với 2 tại Tây Đại Tây Dương và 1 loài tại Đông Trung Thái Bình Dương.
  - Opisthopterus: 6 loài trong khu vực Ấn Độ Dương - Thái Bình Dương.
  - Pristigaster: 2 loài ở Nam Mỹ.
  - Raconda: 1 loài (Raconda russeliana) ở Ấn Độ Dương - Thái Bình Dương.
  - Và có thể cả "Ilisha" africana ở vùng nước lợ và nước biển Tây Phi.